# Juan Ignacio Arenas Mirave
Juan Ignacio Arenas Mirave (Huesca, 1941) es un médico gastroenterólogo español, primer jefe de servicio de gastroenterología en la Residencia Sanitaria Nuestra Señora de Aránzazu (actual Hospital Universitario Donostia).
En 1979 colaboró en la creación de la Unidad Docente de Medicina de San Sebastián siendo profesor de la asignatura de gastroenterología.
En su vertiente investigadora,  fue el primer presidente y director científico  de INBIOMED, ( Fundación Instituto de Investigación Biomédica y Desarrollo Tecnológico) en San Sebastián.

## Trayectoria profesional
Nació en Huesca (España) en 1941.
Tras licenciarse en medicina y especializarse en gastroenterología obtuvo la plaza de jefe de sección en el hospital universitario Puerta de Hierro.
En 1976 obtuvo la plaza de jefe de servicio por oposición en la Residencia Sanitaria Nuestra Señora de Aránzazu de San Sebastián (actual hospital universitario Donostia) donde creo el servicio de gastroenterología.
A nivel docente, en 1979 colaboró en la creación de la Unidad Docente de Medicina de San Sebastián siendo el responsable de la asignatura de gastroenterología. 
En 1985 obtuvo la plaza de profesor titular de Medicina de la Universidad del País Vasco  y en 2003 de catedrático de Medicina en la misma Universidad.
A lo largo de su trayectoria docente formó a varios miles de alumnos en la carrera de medicina y a varias generaciones de especialistas en su servicio.
A nivel investigador, entre 1997 y 2005,  fue el primer presidente y director de Investigación Clínica de la Fundación Instituto de Investigación Biomédica y Desarrollo Tecnológico (INBIOMED).
Entre 1995 y 1996  fue presidente de la Sociedad Española de Patología Digestiva y entre 1997 y 1998 fue presidente del Comité Científico de la Sociedad Española de Patología Digestiva.